# Manifestaciones feministas en Chile de 2018
Las manifestaciones feministas en Chile de 2018 —apodadas por medios informativos como ola feminista chilena o revolución feminista chilena — corresponde a una serie de manifestaciones y movilizaciones en Chile que exigieron un proceso de cambio social para erradicar el machismo imperante y el sistema patriarcal que ha sido estructural en dicho país, con miras a orientar al Estado chileno hacia los pilares del feminismo. Se sustentan dichas premisas en denunciar la situación de desigualdad en que se encuentran las mujeres, criticar la extendida educación sexista y visibilizar la problemática de género, incluyendo acosos y abusos sexuales reiterados durante toda la historia del país.
La movilización venía gestándose en un primer momento por el contexto internacional. Los movimientos Ni una menos y Me Too llegaron a Chile y, basándose en el caso de Nabila Riffo, generaron marchas en Santiago en noviembre de 2016, marzo y octubre de 2017 que exigían el fin de la violencia contra la mujer.
El asunto se acrecentó cuando en abril de 2018 se conocieron masivas denuncias por acoso y abuso sexual contra profesoras y estudiantes en distintas universidades del país, lo que ante procesos deficientes y carentes de respuesta[cita requerida], motivaron tomas y paros que para junio de 2018 ya sumaban a 32 universidades, produciéndose una masiva movilización estudiantil feminista a lo largo del país.
A la par de estos sucesos, diversas actrices de televisión y teatro comenzaron en abril de 2018 a denunciar casos de acoso y abuso sexual por parte del reconocido director de televisión Herval Abreu, lo que generó en Chile un fenómeno similar al Efecto Weinstein en Estados Unidos, donde diversos personajes públicos salieron con la bandera del feminismo a denunciar estas situaciones. Otras actrices, por su parte, decidieron hacer pública la gran brecha salarial entre hombres y mujeres que hasta la actualidad no ha cambiado.
Según reconocidas historiadoras y sociólogas, como María José Cumplido, María Emilia Tijoux y Teresa Valdés, se trataría de la mayor rebelión feminista en la historia del país, así como la consagración de la tercera ola feminista en Chile. La encuesta Plaza Pública de Cadem mostró que hubo un apoyando mayoritariamente las movilizaciones: 68 % de los encuestados se encuentran a favor de las movilizaciones feministas y el 69 % a favor de las marchas de las mujeres por la vía pública.

## Contexto

### Primeros cambios hacia la igualdad
La historia del feminismo en Chile se ha dividido en diferentes periodos marcados por manifestaciones específicas durante las épocas, siendo la primera ola feminista del país la exigencia del derecho al sufragio femenino, la segunda ola feminista  en Chile se desarrolló durante la dictadura.

#### Primera ola feminista “El voto femenino” (1913-1949)
El primer periodo a destacar en cuanto a manifestaciones protagonizadas por mujeres en Chile, es aquel que surge a raíz de la exigencia femenina de ser merecedora de recibir los mismos derechos civiles y políticos que los hombres. Pues, hasta esos años el rol de la mujer se veía fuertemente limitado, siendo marginada a solo hacerse cargo del hogar y la crianza de los hijos.
En primer lugar, a partir de 1913  se da inicio a la creación a lo largo del país de los Centros Femeninos Belén de Sárraga, el cual se encontraba encuadrado a la mujer obrera. Posteriormente en 1915, surge el Club de Señoras, este se conformaba por mujeres pertenecientes al sector aristócrata. Mientras que para las mujeres de clase media se organizaron los llamados Círculos de Lectura.
En este periodo, también se conformaron los dos primeros partidos políticos femeninos en Chile. En el año 1922 se crea el Partido Cívico Femenino, y en 1935 el Movimiento Pro Emancipación de la Mujer Chilena (MEMCH).
En 1934 se aprobó el voto femenino para las elecciones municipales. Más adelante, la Federación Chilena de Instituciones Femeninas (FECHIF) en 1945 presentó al Senado un proyecto de ley que buscaba modificar la Ley General de Elecciones. En 1949, durante el gobierno del Presidente Gabriel González Videla, se promulga la ley que autoriza el voto político para la mujer. Las mujeres participaron por primera vez en la elección presidencial de 1952, en donde fue elegido Carlos Ibáñez de Campo.
A finales de los años cincuenta se da inicio a lo que se conoce como periodo de “silencio feminista”, denominado de esta forma por Julieta Kirkwood, la socióloga chilena. Este se caracterizó por una desmovilización de las organizaciones de mujeres y activistas. Se dio por terminada esta ola y se inició este periodo de inactividad de parte de las mujeres, el cual se alargaría aproximadamente hasta el periodo de la dictadura militar de Augusto Pinochet en 1973.

#### Segunda ola feminista “Feminismo en Chile durante la dictadura” (1973-1990)
La reactivación del movimiento feminista se inicia en 1979 cuando se funda el Círculo de Estudios de la Mujer, el cual fue un espacio de análisis y difusión acerca de la condición de la mujer, integrado inicialmente por un grupo de catorce mujeres profesionales. Esto funcionó activamente entre los años 1979 y 1983.
Una figura destacada de la época fue la socióloga Julieta Kirkwood, quien es considerada una de las principales impulsoras y refundadoras de la segunda ola feminista de la década de 1980.
El año 1983 fue clave para el feminismo en Chile, ya que el Círculo de Estudios de la Mujer fue expulsado de la Academia de Humanismo Cristiano por los contenidos que difundían sus publicaciones, hecho que derivó en la disolución del Círculo y en la formación de dos espacios feministas diferenciados: la Casa de la Mujer La Morada, orientada fundamentalmente a militancia feminista, y el Centro de Estudios de la Mujer (CEM), dedicado a la producción de conocimiento en temáticas de género.
Ese mismo año ocurre la refundación del MEMCH, a cargo de Elena Caffarena y Olga Poblete, se destacan como dos importantes dirigentes y fundadoras del antiguo MEMCH. Este renacimiento, se desarrolla en plena dictadura militar, significando un espacio para que las mujeres pudieran soportar la situación que se vivía en Chile durante la década de los ochenta.
En agosto de 1983, se llevó a cabo una de las protestas más distintivas del Movimiento Feminista, cuando un grupo de mujeres desplegaron un lienzo en el cual se leía “Democracia ahora. Movimiento Feminista”.

### Retorno a la democracia
Al inicio de la transición a la democracia del país se generó una división en el movimiento feminista entre institucionales y autónomas. Todo esto se generó ante la creación del Servicio Nacional de la Mujer en 1991, que tuvo por primera ministra a Soledad Alvear Valenzuela; lo cual significó integrar una parte del feminismo al gobierno de Patricio Aylwin. Se da fin a la década con un feminismo escaso de movilizaciones antes este quiebre ideológico del movimiento.
Posteriormente un hecho trascendental para el feminismo chileno fue la elección de la primera Presidenta de Chile, Michelle Bachelet Jeria. Siendo este un hito histórico como triunfo femenino en la política del país, un ámbito que se le negó por años a las mujeres y posteriormente se les marginó. La Agenda de Género del gobierno fue algo a destacar, durante el primer mandato de Bachelet, aun cuando proyectos como la despenalización del aborto no presentarían el apoyo suficiente.

### Discriminación en la primera mitad delsigloXXI

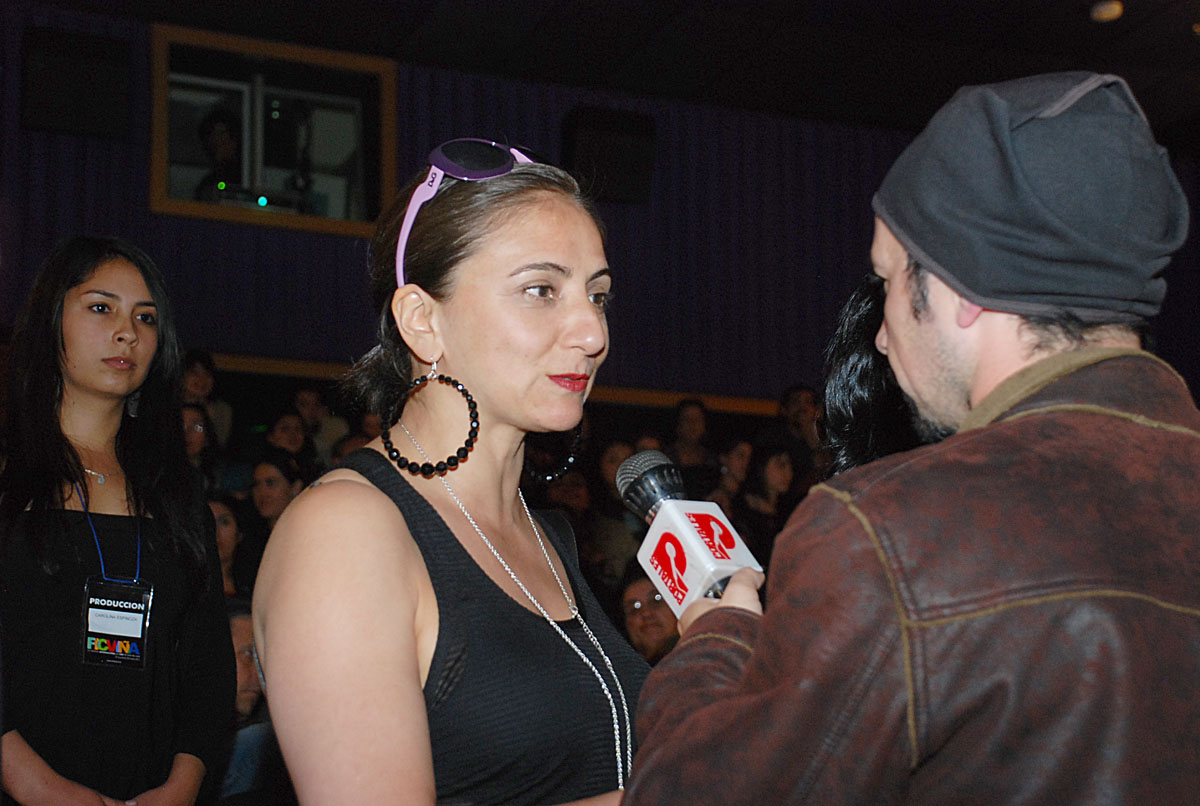
La actriz Ximena Rivas denunció públicamente la desigualdad salarial entre hombres y mujeres en el mundo de la televisión.

Pese a los avances legales y materiales sistemáticos para llegar a una genuina equidad de género, según la mayoría de los sectores feministas estos no han sido suficientes y ni siquiera han podido constituir una base mínima de igualdad en el país.[cita requerida]
Probablemente el tema de más evidencia y mantenimiento a lo largo de los años es la brecha salarial entre hombres y mujeres, baluarte histórico del movimiento feminista y que en Chile alcanza un 31 %. La actriz chilena Ximena Rivas confesó en noviembre de 2017 durante el programa Primer plano que su salida de la teleserie Perdona nuestros pecados se debió a los desiguales sueldos entre ella y sus pares masculinos, lo que reafirmó en el programa Vértigo en abril de 2018, ocasión en la que precisó que por hacer el mismo trabajo ella ganaba 10 veces menos: «Se trata de una desvalorización si de la mujer a través del dinero. Y eso lo sufrimos todas». Sus declaraciones desataron una polémica mediática que avivó las voces de lucha por una equidad salarial digna.
Según la encuesta CEP 2017, la mayoría de los ciudadanos chilenos apoya afirmaciones que desvalorizan el desarrollo profesional de la mujer, cuyo papel identifican sobre todo con el ámbito privado (el hogar, la familia y el cuidado de los hijos). Así, el 61 % de los encuestados consideró que «la vida familiar se resiente cuando la mujer trabaja tiempo completo».
También se tiene la evidente persistencia de los acosos callejeros y los abusos sexuales. Así, en el primer caso, en 2017 un 90% de las mujeres habían declarado haber sufrido algún tipo de acoso callejero, desde silbidos o gritos indeseados hasta tocamientos no consentidos. En el segundo caso, un 68 % de las mujeres señaló en 2016 haber sido víctima de abuso sexual, cifra alarmante, pero no muy alejada de otros países latinoamericanos. La Fiscalía señaló en 2017 que los casos por abuso sexual habían aumentado en un 8.1 %, de los cuales el 85 % eran contra mujeres, lo que evidencia una problemática de género. Por otro lado, las violaciones sexuales aumentaron en 2018, y emblemático fue el caso de una mujer violada por 5 hombres a las afueras del Estadio Nacional en abril del mismo año, que causó conmoción en el país. En total, se calcula que hubo un aumento de un 9 % en los delitos sexuales en 2017 con respecto al año anterior.
Siguen existiendo numerosos casos de femicidios, la peor cara de la violencia de género. El Ministerio de la Mujer afirmó que en 2017 ocurrieron 44 femicidios consumados y 115 frustrados.

## Historia

### Primeras marchas feministas masivas y el caso Nabila Rifo

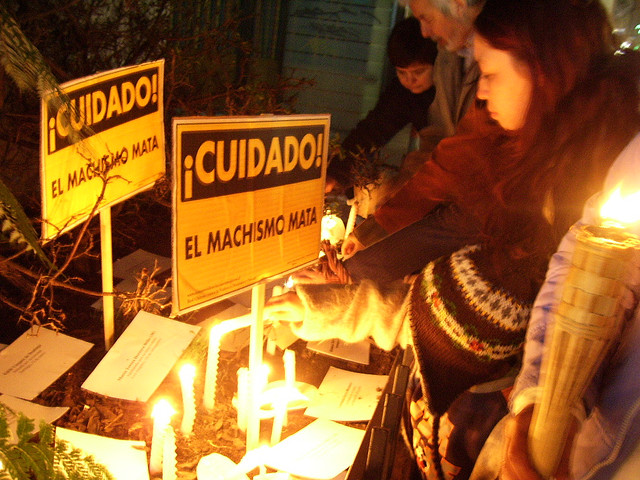
Memorial erigido en contra de la violencia machista.

Entre 2015 y 2016 graves casos de violaciones estremecieron a muchos países de Latinoamérica, en particular a Argentina, donde el caso de una adolescente de 16 años que fue drogada, violada y torturada por una treintena de hombres, conmocionó al país. Se levantaron multitudinarias manifestaciones y protestas callejeras en las principales ciudades argentinas en respuesta a la violencia machista y a los femicidios en aumento, lo cual se conocería más tarde como movimiento Ni una menos, en alusión a las mujeres muertas. Chile, vecino de Argentina, no tardó en levantar la bandera feminista aduciendo las mismas causas, pues la situación en el país era parecida.
El caso de Nabila Rifo conmocionó a la opinión pública de Chile, al igual que el de Lucía Pérez en Argentina. Se consideró el detonante de las manifestaciones posteriores y la tercera ola feminista en Chile de 2018. La mujer, oriunda de la ciudad de Coyhaique, fue golpeada brutalmente por su expareja Mauricio Ortega. El agresor le arrancó los ojos y la dejó al borde de la muerte. Este caso fue calificado como femicidio frustrado por la justicia chilena. Siguiendo la ola de indignación causada por este caso, los sectores feministas trabajaron en aumentar la conciencia social sobre violencia de género, y en octubre de 2016 se levantó la primera marcha feminista bajo el eslogan #NiUnaMenos, la cual fue multitudinaria y captó la atención de los medios por su convocatoria.
Similares movilizaciones siguieron en 2017: el 8 de marzo, conmemorando el Día de la Mujer como símbolo de lucha contra la violencia de género y en octubre de 2017 conmemorando un año de la marcha #NiUnaMenos. Surgieron actores como la «Coordinadora 8 de Marzo» y la «Coordinadora Feminista Universitaria» (COFEU), reflejando la importancia institucional que estaba empezando a tener el asunto.

### Movilizaciones de las universidades

#### Primeras acusaciones: el caso de la Facultad de Filosofía y Humanidades de la Universidad de Chile
El primer caso en ser públicamente denunciado tuvo lugar en la Facultad de Filosofía y Humanidades de la Universidad de Chile en 2016, donde el docente Fernando Ramírez fue acusado de abuso de poder por la estudiante María Ignacia León. Dos meses después, las estudiantes Macarena Orellana y Dina Camacho acusaron de acoso sexual al profesor de Historia Leonardo León. Esto generó una serie de denuncias hacia otros docentes de la facultad, en medio de una serie de movilizaciones que incluyeron la primera toma de la universidad basada en demandas feministas, en octubre de 2017. Como resultado del proceso, los dos docentes inicialmente acusados dejaron la universidad. Con posterioridad, Leonardo León fue formalmente condenado por el abuso sexual de su hija.
Estos casos pusieron en la palestra un tema que hasta ese momento fue siempre secundario: la violencia sexual contra las mujeres en las universidades. La situación contribuyó a que los grupos feministas universitarios comenzaran a exigir medidas y a denunciar cada vez más los casos de acoso y abuso sexual. Al mismo tiempo, se gestó en muchas universidades la creación de Secretarías y Vocalías de género, que recogían las denuncias y acompañaban a las víctimas dentro de las facultades, a la par que pregonaban el feminismo como una lucha prioritaria en la educación.[cita requerida]

#### Universidad Austral: la primera toma feminista[32]
El 17 de abril de 2018, un círculo de mujeres (en representación de las víctimas de violencia de género en las universidades) agrupadas en la Asamblea Feminista UACh tomó la Facultad de Humanidades de la Universidad Austral de Valdivia a modo de protesta por los numerosos casos de acoso y abuso sexual tanto de docentes como de estudiantes en contra de alumnas y funcionarias del establecimiento.
Este grupo reclamaba que ante las denuncias de los hechos las autoridades del establecimiento no habrían actuado con la suficiente diligencia y seriedad que requieren estos casos de violencia de género, e incluso tomaron represalias contra alumnas que realizaron funas o manifestaciones públicas contra presuntos acosadores y abusadores. La movilización se levantó como una medida de presión ante la impunidad que estaban teniendo los sujetos acusados, y se alzó como la primera toma feminista en la historia de Chile.
La semana siguiente, diversos casos pendientes motivaron tomas y movilizaciones similares en otras facultades de la Universidad Austral, incluyendo a las facultades de Medicina, Ciencias, Artes y Comunicación social.

#### Facultad de Derecho de la Universidad de Chile y el «Efecto Carmona»

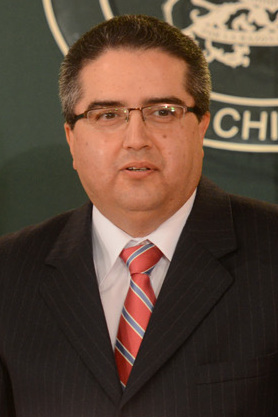
Carlos Carmona Santander, expresidente del Tribunal Constitucional de Chile, cuya acusación de acoso sexual y laboral por una estudiante gatilló un efecto en cadena de movilizaciones, primero en Santiago, luego en el resto de Chile.

El 27 de abril de 2018, los estudiantes de la Facultad de Derecho de la Universidad de Chile, la más prestigiosa del país, se ocuparon las dependencias del establecimiento en respuesta a las medidas insuficientes que tomaron las autoridades por supuestos casos de acoso sexual.
En agosto de 2017, la estudiante Sofía Brito denunció al profesor Carlos Carmona Santander, expresidente del Tribunal Constitucional, de acoso sexual y laboral. Las autoridades universitarias abrieron un proceso sumario secreto, el cual tras 8 meses de discusión terminó en la desestimación de las acusaciones de acoso y en una condena de tan solo 3 meses de suspensión para el profesor por "falta a la probidad administrativa". Esta decisión recibió una condena generalizada por parte de los estudiantes de la casa de estudios, quienes consideraban que la falta de probidad administrativa se debía a que el profesor Carmona había pagado a sus ayudantes de su peculio personal, algo expresamente prohibido y exigían medidas más drásticas contra Carmona, y que conllevó finalmente a la toma del establecimiento, revalidada en las urnas por los estudiantes.
Los estudiantes levantaron un petitorio de toma, tras haberse discutido en una asamblea de mujeres y posteriormente en una asamblea de Escuela, en la cual exigían como pisos mínimos: la destitución del profesor Carlos Carmona Santander, la creación de un Comisión unificada que se encargue específicamente de los casos de acoso, abuso y violación, el establecimiento de capacitación docente en feminismo y educación no sexista, además de garantías académicas para los estudiantes. Junto con estas exigencias locales, la toma se plegó a las exigencias nacionales de exigir un educación no sexista, castigos severos contra acosos y abusos, y el fin del sistema patriarcal en la educación y en Chile.
La toma de la Facultad de Derecho de la Universidad de Chile generó un impacto nacional, pues no solamente significaba una movilización en la facultad de derecho más prestigiosa y antigua del país, sino porque se acusaba a una figura académica y política de alto nivel, que incluso había sido presidente del Tribunal Constitucional de Chile. Al ser acusada una persona con tanto poder, esto sirvió para que más mujeres denunciaran casos con personajes similares, lo cual se conoció como el «Efecto Carmona».
En la resolución del 25 de abril de 2018 se dan por demostrados una serie de hechos, como lo fueron: pagos indebidos de dinero a la estudiante y coordinadora de ayudantías en otras universidades y en el Tribunal Constitucional, pese a que la universidad estipulaba que aquello estaba prohibido. Debido a la carga laboral, muchas veces le implicó trabajar en la casa del profesor, por lo que en una de estas ocasiones, en su calidad de profesor no habría respetado los  “límites corporales”.
La denuncia hacia el expresidente del Tribunal Constitucional se propagó a través de los medios de comunicación durante la primera semana tras las movilizaciones en la universidad, y gracias a su visibilización se transformó en un caso ícono para las movilizaciones de aquel año. De allí en más, en las distintas universidades a lo largo de Chile empezaron a gestarse asambleas de mujeres para discutir acerca de las situaciones de acoso, y a cuestionar la carencia de respuestas concretas por parte de las autoridades.

#### Efecto en cadena e impacto nacional

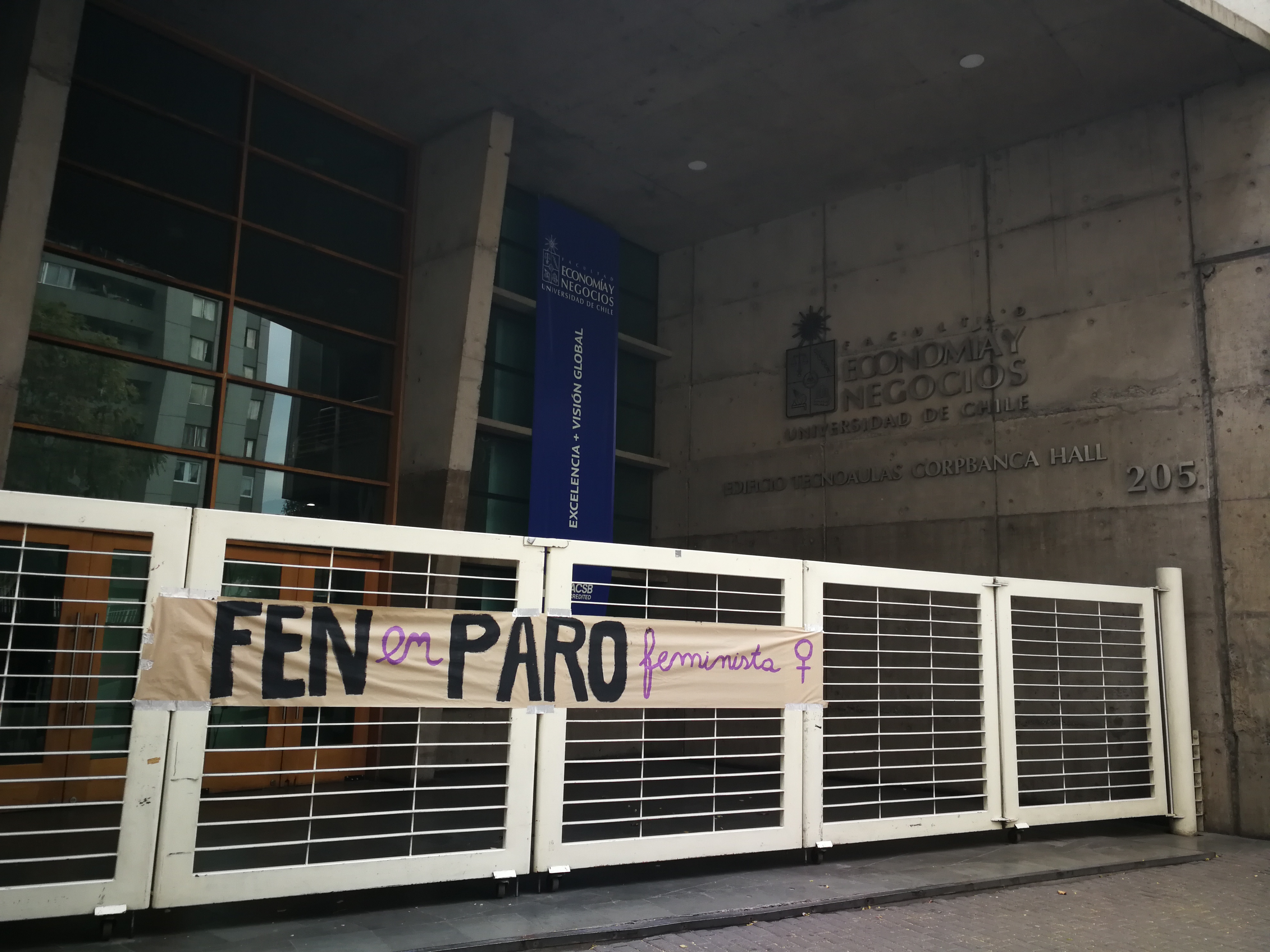
Facultad de Economía y Negocios de la Universidad de Chile movilizada en adhesión a la revolución feminista.

La toma de la Universidad Austral, sumada a la toma de la Facultad de derecho generó un efecto dominó; primero en las demás facultades de Universidad de Chile en Santiago y luego en la mayoría de las universidades públicas del país y algunas universidades privadas, significando una movilización que para finales de mayo de 2018 mantenía a 18 universidades en toma; lo que algunos sectores consideraban una verdadera "hecatombe" nacional.
A la Facultad de Derecho, le siguieron el 30 de abril las facultades de Ciencias Sociales, Sociología y la Escuela de Gobierno y Gestión Pública de la Universidad de Chile, todas ellas tomadas y ratificadas por los estudiantes. El día siguiente, ocurrieron las tomas de la Facultad de Educación de la Universidad de Concepción influenciada por la toma de la sede Valdivia de la Universidad Austral y en Santiago la carrera de trabajo social en la Universidad Tecnológica Metropolitana (UTEM). Por otro lado, se fueron a paro la Universidad Católica de Temuco y la carrera de trabajo social en la Universidad Católica de Valparaíso (PUCV) el 2 de mayo de 2018. Tras el caso de Herval Abreu, y con un total de 5 universidades movilizadas hasta entonces, la ola feminista en Chile comenzó a mediatizarse rápidamente.
El jueves 3 de mayo de 2018 hubo una masiva concentración de mujeres en la Facultad de Derecho de la Universidad de Chile, a la cual asistieron estudiantes tanto de la misma universidad como de otras casas de estudios, en lo que ha sido hasta ahora la concentración más grande de estudiantes feministas en la historia de Chile. En dicha instancia se fijaron los objetivos de la movilización y los cursos de acción a seguir desde entonces. De esa manera, se estableció como enfoque nacional que la adhesión a esta paralización por parte de las distintas facultades universitarias tiene como motivo exigir una «educación no sexista, la mejora de protocolos ante casos de abusos y acosos sexuales dentro de los establecimientos, cambios en las mallas curriculares en orden a capacitar a los profesores en los pilares del feminismo y la inclusión de la mujer», entre otras. Luego de la concentración, las tomas y paros comenzaron a brotar con aún mayor frecuencia, y para el 9 de mayo, ya eran 10 las universidades movilizadas, de las cuales las últimas habían sido la Universidad de Los Lagos en Osorno y la Universidad de Valparaíso, en su Campus Santiago. El 11 de mayo, la entidad coordinadora Ni una menos llamó a una marcha por la Alameda en respuesta a la violación de una mujer por cinco hombres a las afueras del Estadio Nacional y por la violación y asesinato de una bebé de un año y siete meses por su padrastro, y también en solidarización con las estudiantes movilizadas.

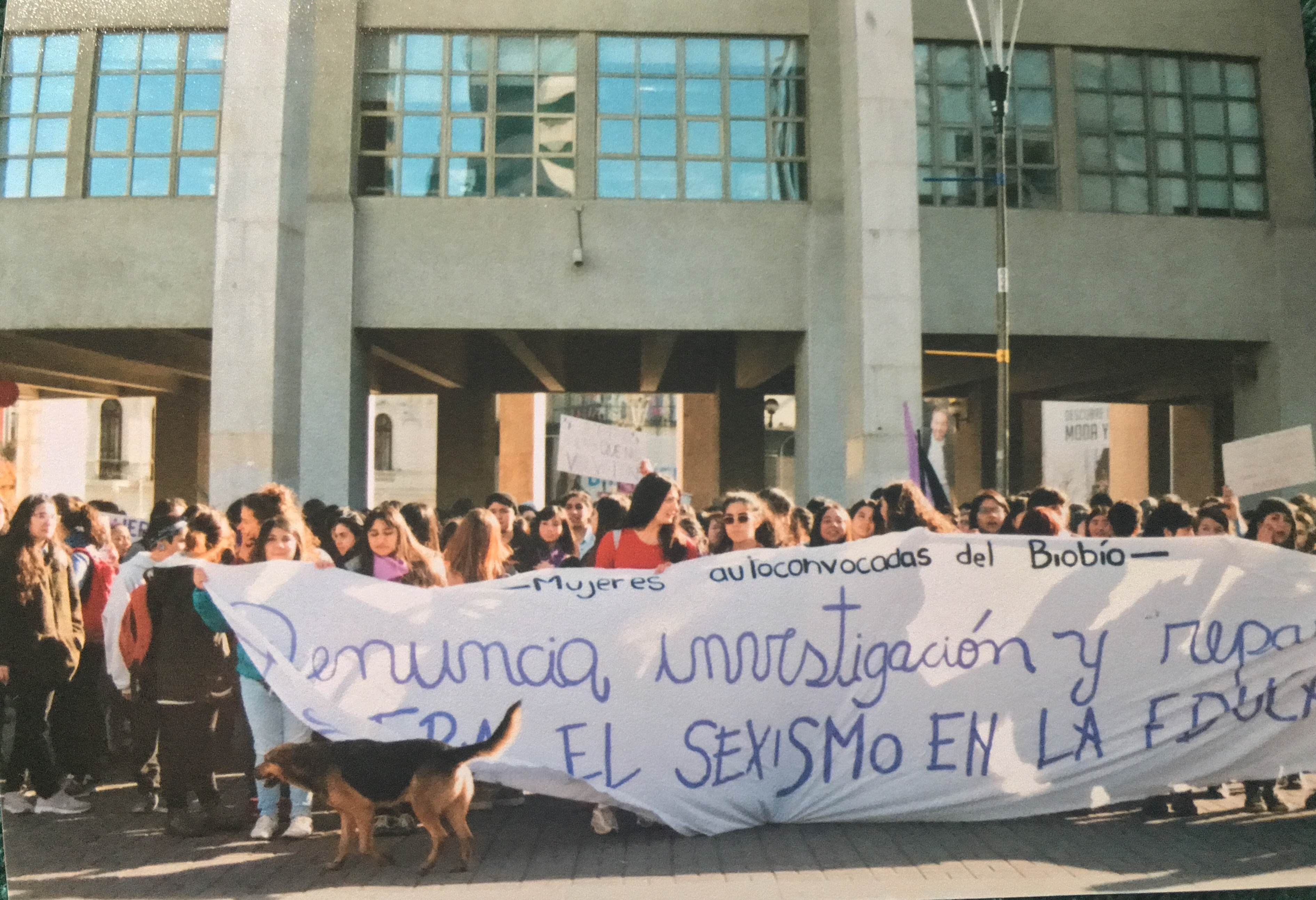
Manifestación Feminista en Concepción, 2018

A mediados del mes, la causa feminista estaba siendo cubierta por los principales medios de comunicación de Chile,[¿quién?] y dicho movimiento social se posicionó como una de las noticias de mayor relevancia en la palestra del interés público. Mientras tanto, los establecimientos educacionales seguían movilizándose, y para el 15 de mayo, ya eran 18 universidades en todo el país en toma o en paro, entre ellas la Universidad Diego Portales (facultad de Psicología y facultad de Educación), la Universidad Metropolitana de Ciencias de la Educación (UMCE), la Facultad de Economía y Negocios de la Universidad de Chile, e incluso 27 carreras de la Pontificia Universidad Católica de Chile levantaron paros y paros reflexivos en apoyo a la causa, entre ellas Agronomía, Trabajo Social y Psicología, en un hito histórico para dicha casa de estudios. Araceli Farías, vicepresidenta de la Federación de Estudiantes de la UC, sostuvo al respecto que "la adhesión apunta a la educación no sexista y fin a la violencia sexual contra las mujeres en espacios educativo".
El 16 de mayo de 2018 se llevó a cabo la mayor marcha feminista en Chile hasta la fecha, la cual fue levantada tanto por sectores estudiantiles como por otros sectores sociales, siendo las causas principalmente el fin de la educación sexista y la violencia contra la mujer. Asistieron casi 200 mil personas, quienes transitaron desde Plaza Italia hasta Los Héroes, caminando entre danzas y cánticos feministas. Destacaron y dieron la vuelta al país los grupos de estudiantes encapuchadas que marcharon a torso desnudo y con la cara tapada, en símbolo del fin de la sexualización del cuerpo femenino.

#### Toma de la Casa Central de la Universidad Católica

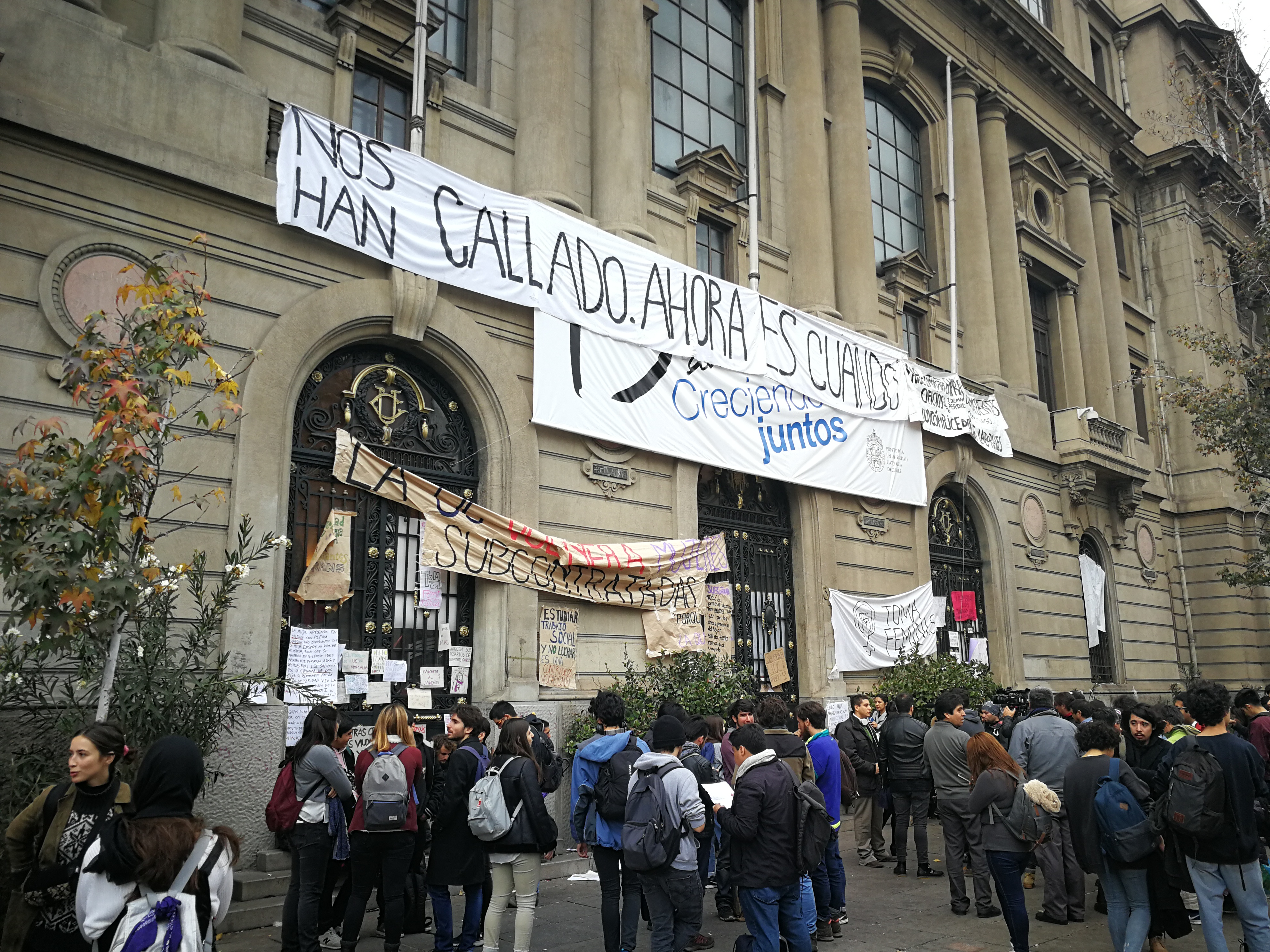
Toma feminista en la Pontificia Universidad Católica de Chile.

El 22 de mayo de 2018, más de 200 estudiantes se tomaron la Casa Central de la Pontificia Universidad Católica de Chile, en apoyo a la movilización y exigiendo que el rector del plantel, Ignacio Sánchez, tomara medidas concretas ante la serie de casos de abusos que se han registrado al interior de la institución. El hecho significó la primera vez desde 1967 que dicha casa de estudios se movilizaba de tal manera, razón por la cual dejó impactado a los medios nacionales. Una de las alumnas de la institución declaró que "esto tiene que ver con muchas cosas, primero, ayer entregamos un petitorio a Ignacio Sánchez -rector- el cual ni siquiera se dignó a recibir, segundo, a pesar que dentro de nuestra universidad nuestras compañeras, las funcionarias y académicas están siendo violentadas sexualmente, él sale en la prensa diciendo que se está trabajando en los temas".
Entre las exigencias del petitorio: Fin de la discriminación, la creación de un protocolo de acoso y abusos hacia las estudiantes, académicas y funcionarias de la institución, uso de lenguaje inclusivo, y la creación de un Departamento especializado para acompañar a las víctimas de estas irregularidades. 
Daniela Pinto, una de las voceras de la toma: "es un tema de las faltas de respuesta del rector respecto ante a las exigencias que nosotros estamos teniendo con relación a la política de violencia sexual, también estamos incluyendo el aborto en tres causales hablando específicamente de la objeción de conciencia que tiene esta institución".
Sin embargo, dicha toma se depuso cuatro días más tarde, luego de que muchos grupos estudiantiles no apoyaran este medio de movilización y de que interviniera el rector de la Universidad Católica e instalara una mesa de diálogo.
Tras la baja de la toma, llegaron a zanjar un par de puntos del acuerdo: Soluciones laborales a trabajadoras subcontratadas y un nuevo protocolo que resguarde la seguridad de las estudiantes.

#### Agenda "mujer" del gobierno y radicalización del movimiento

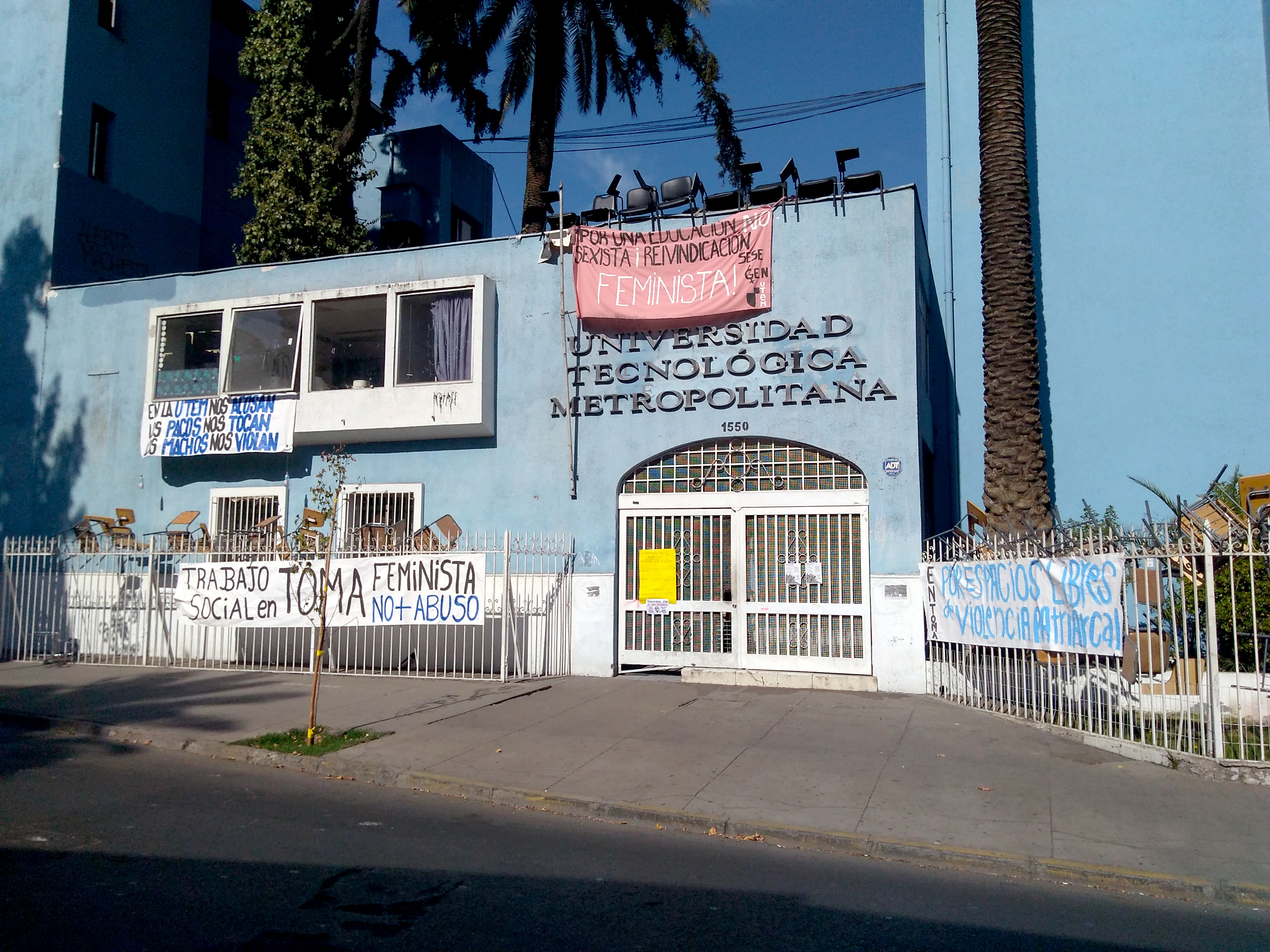
Toma feminista en sede de la UTEM.

El 23 de mayo, el presidente de Chile Sebastián Piñera, en respuesta a la ola feminista que atravesaba al país, presentó una "Agenda Mujer" consistente en 12 propuestas para «avanzar a que hombres y mujeres tengamos los mismos derechos y oportunidades» y que tendrá «tolerancia cero contra cualquier abuso, discriminación o maltrato contra las mujeres». Entre los diversos puntos, destacaban una reforma constitucional al artículo 1 para así promover y garantizar la plena igualdad de derechos, deberes y dignidad entre el hombre y la mujer y prevenir los abusos; medidas para terminar con las diferencias en los precios de los planes de salud, que perjudican a la mujer en edad fértil con una carga mayor; impulsar protocolos contra el abuso y acoso sexual en instituciones de educación superior; poner máxima urgencia al proyecto de violencia en el pololeo, modificar la administración matrimonial de los regímenes de sociedad conyugal, entre otras.
La oposición, en especial los parlamentarios del Frente Amplio y del Partido Comunista calificaron la agenda de «insuficiente», al no contemplar aspectos básicos de las demandas feministas como la instalación de una «educación no sexista». Ante esta situación, varios sectores no aceptaron la agenda e incluso llamaron a radicalizar la movilización, fijando nuevas marchas para junio. El domingo 27 de mayo de 2018, la diputada de la República, Maite Orsini afirmó en una sesión plenaria del Congreso que: «el llamado es a radicalizar el movimiento y a parar Chile», dichos que fueron secundados por varias caras de su partido Revolución Democrática, y que vinieron a complementar el llamado de las diputadas comunistas Karol Cariola y Camila Vallejo a "no aceptar la agenda del gobierno". En tanto, las voceras de la Coordinadora Feminista Universitaria (COFEU) también llamaron a "radicalizar el movimiento" y confirmaron que el 6 de junio habría una nueva marcha por la causa.
El 31 de mayo estudiantes se tomaron la Universidad de Talca completa, siendo la primera casa de estudios en la cual todas las facultades y campus unificaron un mecanismo de manifestación el mismo día. La toma se produjo luego de conocerse un caso de abuso sexual por parte de un profesor de la carrera de Derecho, y la vicepresidenta de la Federación de Estudiantes, Katterine Adasme, dijo que la movilización buscaba plegarse a la revolución nacional y que el profesor denunciado "se vaya con sus antecedentes manchados".
El 1 de junio de 2018, durante la primera cuenta pública del gobierno del presidente Sebastián Piñera, en el Congreso Nacional en Valparaíso, una manifestación de a lo menos 3000 personas se desarrolló a las afueras del Parlamento en protesta por la "Agenda Mujer" del gobierno, puesto que esta no consideraba demandas básicas de la causa feminista, en especial la de una "educación no sexista", así como tampoco temas de aborto libre y de capacitaciones sociales en base al feminismo. La movilización inició como una marcha pacífica, pero que luego generó desmanes y enfrentamientos con Carabineros, terminando en varias personas detenidas. En Santiago, en tanto, se vivió otra jornada de protestas feministas en rechazo a la "Agenda Mujer" del gobierno, la mayoría de las cuales ocurrieron en plaza Italia, y también terminando en violencia entre la policía y los manifestantes. Para el 2 de junio de 2018, ya eran 32 las universidades movilizadas, representando un 50 % del total de establecimientos superiores del país.

### Denuncias contra Herval Abreu
Herval Abreu, director y productor de televisión, fue acusado de abuso sexual a través de un reportaje que publicó la revista Sábado (El Mercurio) en marzo de 2018. El reportaje relataba la experiencia de siete mujeres que acusaban al director de acoso sexual, agresión sexual y violación. Finalmente, el caso fue sobreseído.

## Rol de las RRSS
En octubre de 2017 nació el movimiento Me Too a raíz del hashtag de Twitter con el mismo nombre, mediante el cual la actriz estadounidense Alyssa Milano publicó ‘’Si has sido acosada sexualmente o abusada escribe 'yo también' como respuesta a este tuit". De este modo comenzaron a salir a la luz numerosas publicaciones en redes sociales como Twitter, Instagram y Facebook, en donde las mujeres declararon haber sido acosadas o abusadas sexualmente contando sus experiencias. Este hito le dio inicio a lo que se llama tercera ola feminista, en la que según la historiadora chilena María José Cumplido, se evidenció una violencia estructural que era cotidiana, ya que muchas víctimas que habían sido acalladas, puesto que guardaron silencio por miedo a contar lo que habían pasado, indicando que cuando aparece una mujer, las demás se sienten más valientes.
El movimiento Me Too concordó con la visibilización de casos de abuso y acoso sexual en Chile, dando lugar a las funas de estudiantes a compañeros o profesores en colegios y universidades. Mediante Instagram se hicieron públicas una gran cantidad de denuncias públicas en páginas de Universidades específicas. Respecto a esto, La Coordinadora chilena de Ni Una Menos declaró que ‘’si no hay justicia, hay funa’’.
Algunas denuncias públicas que destacaron fueron las hechas en contra del director de teleseries Herval Abreu, y el director de cine Nicolás López, quien tuvo diez denuncias en su contra de parte de diferentes actrices como Josefina Montané y Andrea Velasco. Este último hecho causó conmoción en las redes sociales, las cuales explotaron con capturas de conversaciones con el director de cine, además de testimonios acusatorios.
Una gran cantidad de movilizaciones sociales fueron convocadas a través de Internet y redes sociales, tal como lo fue la Marcha de la Funa convocada por la Coordinadora Ni Una Menos a través de un evento de Facebook para el día 28 de junio en Plaza Italia. La Coordinadora indicó que la marcha se debió a la indiferencia del Estado por el genocidio de mujeres, además de funar al Estado de Chile y sus instituciones que no reaccionan aún ante este cambio estructural necesario y urgente para una vida libre de violencias.

## Críticas
José Antonio Kast, exdiputado, excandidato presidencial de la derecha conservadora y actual líder del Partido Republicano fue uno de los principales críticos al movimiento feminista de 2018. Kast señaló en diversas ocasiones que las demandas que se oían o veían en las calles —tales como el aborto libre, Isapres, baños transgéneros, acoso callejero y educación no sexista— no eran realmente lo que la mayoría de las mujeres necesitaban, además de indicar que el movimiento estaba manipulado por la izquierda chilena, especialmente por el Frente Amplio y activistas como Beatriz Sánchez.Además de eso, el exdiputado mencionó  que no era necesario marchar por las calles ni desnudarse para terminar con la desigualdad de género. Del mismo modo se refirió al movimiento Tomás Jocelyn-Holt, quien acusó al Frente Amplio y a la Nueva Mayoría de manipular las causas del feminismo y asimismo indicó que a Miguel Crispi de Revolución Democrática se le ocurrió que ‘’es el año del feminismo’’.
Una gran cantidad de críticas surgieron desde el interior de la Pontificia Universidad Católica de Chile. Gonzalo Rojas Sánchez, historiador y académico chileno, calificó la toma de la casa de estudios como una ‘’agresión ideológica de naturaleza contracultural impulsada por el Frente Amplio, en alianza con sectores liberales’’. Además de eso, mediante una carta abierta se dirigió al rector de la PUC, Ignacio Sánchez Díaz, criticando que no desalojó la toma en cuanto las manifestantes se negaron al diálogo y no defender al cuerpo de profesores de Derecho por las acusaciones en su contra. Enrique Alcalde Rodríguez, quien también es académico de la Pontificia Universidad Católica de Chile, realizó otra carta abierta al rector Sánchez, misma en la que negó legitimidad a cualquier acuerdo alcanzado con quienes hicieron la toma.
Por otro lado, el rector de la Universidad Diego Portales, Carlos Peña, indicó a través de un comunicado interno que el petitorio de las manifestantes presentado en 2018 era tardío y desproporcionado, además de criticar que se use la fuerza y las tomas de sedes como una medida de presión.
La historiadora y académica de la Universidad de Chile Sofía Correa fue otra de las principales críticas al movimiento feminista y sus movilizaciones. En su columna publicada en La Tercera, la académica indicó que ‘’el feminismo que se ha tomado las universidades tiene rasgos totalitarios”, además de asegurar que el feminismo es ‘’una ideología que postula el conflicto permanente’’, en el que las opiniones que no concuerdan con la idea del feminismo de las universitarias son censuradas y los que son acusados de agresiones sexuales no pueden defenderse debidamente; asimismo, rechazó la idea de ‘’imponer la reeducación de la comunidad universitaria, al estilo maoísta, el control de la docencia, y el uso de un lenguaje que destruye el castellano.’’ Respecto al petitorio entregado en la movilización de las alumnas de la Universidad de Chile en 2018, Correa indicó en una entrevista con el programa de radio de DUNA FM, Hablemos en off, que “si bien ha habido invisibilización de las mujeres en la academia, obligar que se doble las bibliografías de mujeres es tonto”.
Alfredo Jocelyn-Holt, quien es historiador y además marido de Correa, advirtió que la causa feminista de 2018 llegó a un proceso radicalizado que se veía venir, en el cual se cae a una serie de suposiciones que hacen ver la lógica del feminismo como radical, antitética y puramente confrontacional, logrando que éste suela empatar con el machismo al que remeda su simplismo. Asimismo, en su columna Arremetida Feminista publicada en marzo de 2018 en La Tercera, el historiador valoró a las feministas de épocas pasadas, quienes se hicieron respetar ‘’sin las plataformas beatas que hoy proliferan’’.
Por otra parte, el académico de la Pontificia Universidad Católica Gonzalo Rojas Sánchez hizo notar el rol de figuras pertenecientes al partido Frente Amplio como Beatriz Sánchez y Maite Orsini en las manifestaciones de 2018 y recalcó el carácter contracultural de éstas, haciendo mención de la presencia de la periodista Beatriz Sánchez en tomas feministas de la PUC y el llamado de Maite Orsini a tomarse las universidades, además de señalar que las impulsoras del movimiento feminista son ‘’generistas, es decir, partidarias de la ideología de género’’ que ‘’amplifican consignas estadounidenses ya suficientemente desacreditadas por el evidente deterioro que han producido en la formación de la inteligencia’’
Álvaro Góngora, escritor y decano de la Universidad Finis Terrae, hizo un llamado a diferenciar el feminismo que llama como ‘’democrático’’, mismo que pugna por la igualdad legal y moral, y el de ‘’ideología de género’’ o ‘’radical’’, el cual es una interpretación neomarxista cuyo objetivo es deconstruir todos los modelos de comportamiento de la mujer, incluidas las relaciones sexuales y familiares según lo indica la feminista Dale O’Leary.
El poeta y comunicador Cristián Warnken apoyó a grandes rasgos la movilización, pero advirtió que esta entrañaba peligros como la protocolización excesiva de conductas y la "demonización" del piropo. Hizo una analogía entre los "talleres de deconstrucción machista" y la reeducación ideológica en la China maoísta, y dijo que «sería una lástima que esta 'primavera' feminista terminara en inquisición y resentimiento». El escritor Pedro Gandolfo describió el fenómeno como «un movimiento sin la debida conducción interna», cuyas líderes «se basan en un discurso superficial, poco reflexivo, una suerte de catecismo feminista más bien rudimentario», observando que las reflexiones sobre el feminismo por parte de intelectuales chilenas que él considera muy valiosas no tuvieron en comparación suficiente difusión ni repercusión visible en el mismo movimiento. En tanto, el escritor Rafael Gumucio consideró que el movimiento adolecía de narcisismo y poca seriedad, que se alejaba de los hitos y demandas del «feminismo histórico» y que estaba destinado a ser extremista.
La encuesta Plaza Pública de Cadem mostró que hubo un apoyando mayoritariamente las movilizaciones: 68% de los encuestados se encuentran a favor de las movilizaciones feministas y el 69% a favor de las marchas de las mujeres por la vía pública. Sobre las tomas, 43% se expresó a favor. El 71% en contra de las marchas en topless por La Alameda.